# Баскетбол на літніх Олімпійських іграх 2016 (склади, жінки)
У цій статті представлено склади команд, що взяли участь у жіночому турнірі з баскетболу на Літніх Олімпійських іграх 2016 у Ріо-де-Жанейро.

## Група A

### Австралія
Нижче наведено склад збірної Австралії в турнірі з баскетболу на літніх Олімпійських іграх 2016.

### Білорусь
Нижче наведено склад збірної Білорусі в турнірі з баскетболу на літніх Олімпійських іграх 2016.

### Бразилія
Нижче наведено склад збірної Бразилії в турнірі з баскетболу на літніх Олімпійських іграх 2016.

### Франція
Нижче наведено склад збірної Франції в турнірі з баскетболу на літніх Олімпійських іграх 2016.

### Японія
Нижче наведено склад збірної Японії в турнірі з баскетболу на літніх Олімпійських іграх 2016.

### Туреччина
Нижче наведено склад збірної Туреччини в турнірі з баскетболу на літніх Олімпійських іграх 2016.

## Група B

### Канада
Нижче наведено склад збірної Канади в турнірі з баскетболу на літніх Олімпійських іграх 2016.

### Китай
Нижче наведено склад збірної Китаю в турнірі з баскетболу на літніх Олімпійських іграх 2016.

### Сенегал
Нижче наведено склад збірної Сенегалу в турнірі з баскетболу на літніх Олімпійських іграх 2016.

### Сербія
Нижче наведено склад збірної Сербії в турнірі з баскетболу на літніх Олімпійських іграх 2016.

### Іспанія
Нижче наведено склад збірної Іспанії в турнірі з баскетболу на літніх Олімпійських іграх 2016.

### США
Нижче наведено склад збірної США в турнірі з баскетболу на літніх Олімпійських іграх 2016.